# Filadélfia (filme)
Filadélfia (Philadelphia, do original em inglês) é um filme de drama estadunidense de 1993 escrito por Ron Nyswaner, dirigido por Jonathan Demme e estrelado por Tom Hanks e Denzel Washington. Rodado e ambientado na cidade homônima, o filme retrata a história de Andrew Beckett (Hanks), um homossexual que procura o advogado Joe Miller (Washington) para ajudá-lo a processar seus antigos empregadores, que o demitiram após descobrirem que ele tem AIDS.
Filadélfia estreou na cidade de Los Angeles em 14 de dezembro de 1993 antes de ganhar um lançamento amplo em 14 de janeiro de 1994. Arrecadou 206,7 milhões de dólares em todo o mundo, tornando-se o décimo segundo filme de maior bilheteria de 1993. Foi recebido positivamente pela crítica pelo seu roteiro e pelas atuações de Hanks e Washington; por sua atuação como Andrew Beckett, Hanks ganhou o Óscar de Melhor Ator durante a 66ª cerimônia em 1994, enquanto a canção "Streets of Philadelphia" de Bruce Springsteen venceu a categoria de Melhor Canção Original; o filme ainda recebeu uma nomeação para Melhor Roteiro Original na mesma cerimônia.
O filme é notável por ser uma das primeiras produções de Hollywood que não só aborda explicitamente a AIDS e a homofobia, mas que também retrata os homossexuais sob uma luz positiva.

## Sinopse
Andrew Beckett, de 26 anos de idade, é um advogado formado na Universidade Penn State que é recém-contratado por uma grande firma de advocacia da Filadélfia. Apesar de seu sucesso financeiro, sua aparência jovial e bonita, Andrew tenta fugir do preconceito não mencionando a verdade sobre sua sexualidade e seu estado de saúde. Quando adoece e começa a apresentar-se magro e com os primeiros sintomas da AIDS, confirma-se que ele é portador do vírus do HIV.
Após a notícia se espalhar na empresa, Andrew é sabotado e imediatamente despedido da firma por seus chefes, que se revelam altamente preconceituosos. Andrew tenta contratar um advogado para que possa acionar a justiça e processar a firma, mas ninguém quer assumir seu caso. Numa última esperança, ele vai até Joe Miller, um advogado de pequenas causas que revela ser, secretamente, um homofóbico.
No entanto, depois de passarem várias horas juntos, Joe percebe que Andrew é uma pessoa normal como ele, e passa a respeitá-lo. O caso acaba por se tornar muito noticiado na mídia, e Joe luta para mostrar a todos que Andrew foi despedido única e exclusivamente pelo fato de ser homossexual e portador do HIV. O filme apresenta com muita sensibilidade o terrível efeito social da AIDS, a questão do preconceito contra homossexuais e portadores do vírus HIV, e a relação mútua e confusa do preconceito frente a estas duas questões na sociedade americana da época.

## Elenco
- Tom Hanks como Andrew Beckett
- Denzel Washington como Joe Miller
- Jason Robards como Charles Wheeler
- Antonio Banderas como Miguel Álvarez
- Joanne Woodward como Sarah Beckett
- Robert W. Castle como Bud Beckett[6]
- Mary Steenburgen coom Belinda Conine
- Ann Dowd como Jill Beckett
- Charles Napier como Juiz Lucas Garnett
- Roberta Maxwell como Juiz Tate
- Buzz Kilman como Crutches
- Karen Finley como Dr. Gillman
- Robert Ridgely como Walter Kenton
- Bradley Whitford como Jamey Collins
- Ron Vawter como Bob Seidman
- Anna Deavere Smith como Anthea Burton
- Tracey Walter como Bibliotecário
- Julius Erving como ele mesmo
- Ed Rendell como ele mesmo
- Chandra Wilson como Chandra
- David Drake como Bruno
- Roger Corman como Sr. Laird

## Inspiração
Os eventos do filme são semelhantes aos da vida dos advogados Geoffrey Bowers e Clarence Cain. Bowers era um advogado que, em 1987, processou o escritório de advocacia Baker & McKenzie por tê-lo demitido sem justa causa em um dos primeiros casos discriminatórios envolvendo AIDS. Cain era um advogado da Hyatt Legal Services que foi demitido depois que seu empregador descobriu que ele tinha AIDS. Ele processou a Hyatt em 1990 e ganhou a causa pouco antes de sua morte.
Em 1994, logo após o lançamento do filme, Scott Burr, um ex-advogado da firma Kohn, Nast and Graf da Filadélfia, processou seu empregador anterior por demiti-lo ilegalmente ao descobrir que ele era HIV positivo. Assim como os réus do filme, a empresa alegou que o demitiu por incompetência sem saber de seu estado de saúde. As partes resolveram o processo por um valor não revelado após três semanas de julgamento. Burr continuou a exercer advocacia antes de sua morte em 2020.

### Controvérsia
A família de Bowers processou os escritores e produtores do filme. Um ano após a morte de Bowers em 1987, um produtor, Scott Rudin, entrevistou a família Bowers e seus advogados e, segundo a família, prometeu uma compensação pelo uso da história de Bowers como base para um filme. Os membros da família afirmaram que cinquenta e quatro cenas do filme eram tão semelhantes aos eventos da vida de Bowers que algumas delas só poderiam ter vindo de suas entrevistas. No entanto, a defesa disse que Rudin abandonou o projeto após contratar um redator e não compartilhou nenhuma informação fornecida pela família. O processo foi encerrado após cinco dias de depoimentos. Embora os termos do acordo não tenham sido divulgados, os réus admitiram que "o filme 'foi inspirado em parte'" pela história de Bowers.

## Recepção

### Bilheteria
Filadélfia foi originalmente lançado em 22 de dezembro de 1993, em uma abertura limitada de apenas quatro cinemas, e teve um final de semana de estreia bruto de US$ 143.433 com uma média de US$ 35.858 por sala. O filme expandiu seu lançamento em 14 de janeiro de 1994, para 1.245 cinemas e alcançou o primeiro lugar nas bilheterias dos Estados Unidos, arrecadando US$ 13,8 milhões durante o final de semana de quatro dias do feriado de Martin Luther King Jr., com média de US$ 11.098 por cinema. O filme também ficou em primeiro lugar no fim de semana seguinte, ganhando mais US$ 8,8 milhões.
Em seu décimo quarto final de semana, o primeiro após a cerimônia do Oscar, o filme expandiu para 888 cinemas e teve um aumento bruto de 70% em sua receita, arrecadando US$ 1,9 milhão e saltando da posição #15 do fim de semana anterior (quando arrecadou US$ 1,1 milhão em 673 cinemas), para ficar em #8 nas bilheterias.
Por fim, Filadélfia arrecadou US$ 77,4 milhões na América do Norte e US$ 129,2 milhões no exterior para um total de US$ 206,7 milhões em todo o mundo contra um orçamento de US$ 26  milhões, tornando-se um sucesso de bilheteria significativo. O filme se tornou a décima segunda maior bilheteria nos Estados Unidos de 1993.

### Crítica
No agregador de resenhas Rotten Tomatoes, o filme detém um índice de aprovação de 81% com base em 62 resenhas, com nota média de 6,9/10; o consenso crítico do site diz: "Filadélfia se entrega a alguns clichês infelizes em sua busca para transmitir uma mensagem significativa, mas seu elenco de estrelas e direção sensível são mais do que suficientes para compensar isso". O Metacritic deu ao filme uma pontuação média ponderada de 66 de 100, com base em 21 críticas, indicando "críticas geralmente favoráveis". O público consultado pelo CinemaScore deu ao filme uma nota média "A" em uma escala de "A+" a "F".
Em uma crítica contemporânea para o jornal Chicago Sun-Times, Roger Ebert deu ao filme três estrelas e meia de quatro e disse que é "um filme bastante bom, em seus próprios termos. Para espectadores com antipatia pela AIDS, um entusiasmado elenco de estrelas como Tom Hanks e Denzel Washington, pode ajudar a ampliar a compreensão da doença. [Filadélfia] Pode ser tão inovador quanto Guess Who's Coming to Dinner (1967), o primeiro grande filme sobre um romance inter-racial; [o filme] usa a química de estrelas em um gênero confiável para contornar o que parece ser uma controvérsia".
Christopher Matthews, do Seattle Post-Intelligencer, escreveu: "O tão esperado Filadélfia de Jonathan Demme é tão habilmente atuado, bem-intencionado e corajoso que você se vê constantemente torcendo para que seja o filme definitivo sobre a AIDS". James Berardinelli, do ReelViews, escreveu: "A história é oportuna e poderosa, e as atuações de Hanks e Washington garantem que os personagens não desaparecerão imediatamente na obscuridade". Rita Kempley, do jornal The Washington Post, escreveu: "É menos como um filme de Demme do que o melhor de Frank Capra. Não é apenas astuto, cafona e abertamente patriótico, mas compassivo, atraente e emocionalmente devastador".

## Prêmios e indicações
| Ano  | Premiação                               | Categoria                        | Indicado(s)                                   | Resultado | Ref.   |
| ---- | --------------------------------------- | -------------------------------- | --------------------------------------------- | --------- | ------ |
| 1994 | Awards Circuit Community Awards         | Melhor Filme                     | Jonathan Demme e Edward Saxon                 | Venceu    |        |
| 1994 | Awards Circuit Community Awards         | Melhor Diretor                   | Jonathan Demme                                | Indicado  |        |
| 1994 | Awards Circuit Community Awards         | Melhor Ator                      | Tom Hanks                                     | Venceu    |        |
| 1994 | Awards Circuit Community Awards         | Melhor Ator                      | Denzel Washington                             | Indicado  |        |
| 1994 | Awards Circuit Community Awards         | Melhor Roteiro Original          | Ron Nyswaner                                  | Venceu    |        |
| 1994 | Awards Circuit Community Awards         | Melhor Maquiagem e Cabelo        | Carl Fullerton e Alan D'Angerio               | Venceu    |        |
| 1994 | Awards Circuit Community Awards         | Melhor Elenco                    | Filadélfia                                    | Venceu    |        |
| 1994 | Oscar                                   | Melhor Ator                      | Tom Hanks                                     | Venceu    | [ 17 ] |
| 1994 | Oscar                                   | Melhor Roteiro Original          | Ron Nyswaner                                  | Indicado  | [ 17 ] |
| 1994 | Oscar                                   | Melhor Maquiagem                 | Carl Fullerton e Alan D'Angerio               | Indicado  | [ 17 ] |
| 1994 | Oscar                                   | Melhor Canção Original           | "Philadelphia" - Neil Young                   | Indicado  | [ 17 ] |
| 1994 | Oscar                                   | Melhor Canção Original           | "Streets of Philadelphia" - Bruce Springsteen | Venceu    | [ 17 ] |
| 1994 | Artios Awards                           | Melhor Escolha de Elenco – Drama | Howard Feuer                                  | Indicado  | [ 18 ] |
| 1994 | Chicago Film Critics Association Awards | Melhor Diretor                   | Jonathan Demme                                | Indicado  | [ 19 ] |
| 1994 | Chicago Film Critics Association Awards | Melhor Ator                      | Tom Hanks                                     | Indicado  | [ 19 ] |
| 1995 | British Academy Film Awards             | Melhor Roteiro Original          | Ron Nyswaner                                  | Indicado  | [ 20 ] |
| 1995 | ASCAP Film and Television Music Awards  | Filmes de Maior Bilheteria       | Howard Shore                                  | Venceu    | [ 21 ] |
| 1995 | ASCAP Film and Television Music Awards  | Canções de Filmes Mais Tocadas   | "Streets of Philadelphia" - Bruce Springsteen | Venceu    | [ 21 ] |
| 2014 | 20/20 Awards                            | Melhor Filme                     | Elenco e Equipe de Filadélfia                 | Indicado  | [ 22 ] |
| 2014 | 20/20 Awards                            | Melhor Diretor                   | Jonathan Demme                                | Indicado  | [ 22 ] |
| 2014 | 20/20 Awards                            | Melhor Ator                      | Tom Hanks                                     | Venceu    | [ 22 ] |
| 2014 | 20/20 Awards                            | Melhor RoteiroOoriginal          | Ron Nyswaner                                  | Indicado  | [ 22 ] |
| 2014 | 20/20 Awards                            | Melhor Canção Original           | "Philadelphia" - Neil Young                   | Indicado  | [ 22 ] |
| 2014 | 20/20 Awards                            | Melhor Canção Original           | "Streets of Philadelphia" - Bruce Springsteen | Venceu    | [ 22 ] |

Festival de Cinema de Berlim 1994 (Alemanha)
- Vencedor do Urso de Prata de melhor ator (Tom Hanks)
- Indicado ao Urso de Ouro de melhor filme (Jonathan Demme)

Globo de Ouro 1994 (EUA)
- Vencedor do prêmio de melhor ator dramático (Tom Hanks)
- Vencedor do prêmio de melhor canção original (Bruce Springsteen com "Streets of Philadelphia")
- Indicado ao prêmio de melhor roteiro (Ron Nyswaner)

Grammy 1995 (EUA)
- Vencedor do prêmio de melhor canção escrita especialmente para um filme (Bruce Springsteen com "Streets of Philadelphia")

### Listas do American Film Institute
O American Film Institute incluiu Filadélfia nas seguintes listas:
- 2003: Maiores heróis e vilões do cinema estadunidense:
  - Andrew Beckett – #49 (na lista de Heróis)[23]
- 2006: Filmes mais inspiradores do cinema estadunidense – #20[24]

## Trilha sonora
A trilha sonora foi lançada em 1993, contendo a música principal no filme.

### Faixas
| N.º | Título                                     | Artista(s)          | Duração |  |
| 1.  | "Streets of Philadelphia"                  | Bruce Springsteen   | 3:56    |  |
| 2.  | "Lovetown"                                 | Peter Gabriel       | 5:29    |  |
| 3.  | "It's in Your Eles"                        | Pauletta Washington | 3:46    |  |
| 4.  | "Ibo Lele (Dreams Come True)"              | RAM                 | 4:15    |  |
| 5.  | "Please Send Me Someone to Love"           | Sade                | 3:44    |  |
| 6.  | "Have You Ever Seen the Rain?"             | Spin Doctors        | 2:41    |  |
| 7.  | "I Don't Wanna Talk About It"              | Indigo Girls        | 3:41    |  |
| 8.  | "La mamma morta" (Da Ópera Andrea Chénier) | Maria Callas        | 4:53    |  |
| 9.  | "Philadelphia"                             | Neil Young          | 4:06    |  |
| 10. | "Precedent"                                | Howard Shore        | 4:03    |  |

O álbum foi relançado em 2008, na França, apenas como um CD conjunto e pacote de DVD com o filme em si, no entanto, a lista de faixas permaneceu a mesma. O número de catálogo é 88697 322052 em ambas as etiquetas clássicas da Sony BMG Music Entertainment e Sony com números de catálogo idênticos.